# Leptocyrtinus albosetosus
Leptocyrtinus albosetosus är en skalbaggsart som beskrevs av Stefan von Breuning 1943. Leptocyrtinus albosetosus ingår i släktet Leptocyrtinus och familjen långhorningar.
Artens utbredningsområde är Tonga. Inga underarter finns listade i Catalogue of Life.